# Ramazan Döne
Ramazan Döne (Rize, 10 luglio 1981) è un pallamanista turco, terzino destro del Sakarya BSB SK e della Nazionale turca.
Döne è il giocatore turco più titolato nella storia della pallamano turca, avendo vinto 30 titoli.

## Palmarès

### Club
- Campionato turco (12) 2007, 2009, 2010, 2011, 2012, 2013, 2014, 2015, 2016, 2017, 2018, 2019
- Coppa di Turchia (10) 2009, 2010, 2011, 2012, 2014, 2015, 2016, 2017, 2018, 2019
- Supercoppa turca (8) 2010, 2012, 2014, 2015, 2016, 2017, 2018, 2019

### Nazionale
- Giochi del Mediterraneo

Mersin 2013: 